# Antonio Caetani (cardinale XV secolo)
Antonio Caetani (anche Gaetani o Gaytanus; Roma, 1360 circa – Roma, 11 gennaio 1412) è stato un cardinale e patriarca cattolico italiano, Patriarca di Aquileia dal 27 gennaio 1395 al 2 febbraio 1402.

## Biografia
Proveniente dalla nobile famiglia dei conti di Fondi, che aveva dato alla Chiesa papa Bonifacio VIII, Antonio intraprese fin da adolescente la carriera ecclesiastica.
Eletto Patriarca di Aquileia il 27 gennaio 1395, prese possesso della sede il 12 febbraio successivo, tuttavia continuò a risiedere a Roma. Rassegnò le proprie dimissioni da patriarca nel 1402.
Bonifacio IX lo elevò alla dignità cardinalizia nel concistoro del 27 febbraio 1402. Fu prima cardinale presbitero di Santa Cecilia, quindi il 12 giugno 1405 divenne cardinale vescovo di Palestrina.
Nel 1405 fu nominato grande penitenziere e arciprete della basilica del Laterano; partecipò al concilio di Pisa nel marzo del 1409 e per tale ragione fu deposto da papa Gregorio XII.
Partecipò al conclave del 1409 che elesse l'antipapa Alessandro V. Il nuovo antipapa lo nominò cardinale vescovo di Porto e Santa Rufina e amministratore della diocesi di Fiesole. Non partecipò al conclave del 1410 che elesse l'antipapa Giovanni XXIII.
Morì a Roma nel 1412 e fu sepolto nella cappella di papa Bonifacio VIII nella basilica di San Pietro in Vaticano; più avanti venne traslato nella basilica di Santa Maria sopra Minerva e sepolto alla sinistra dell'altar maggiore, come ringraziamento per la ristrutturazione della basilica stessa.
Fra le opere degne di nota che compì in quanto patriarca di Aquileia si ricordano il debellamento dei briganti nel Carso e la riorganizzazione dell'archivio e cancelleria patriarcali.